# میپل گروو (مینه‌سوتا)
میپل گروو (به انگلیسی: Maple Grove) شهری در شهرستان هنپین ایالت مینه‌سوتا در کشور ایالات متحده آمریکا است که جمعیت آن در سرشماری سال ۲۰۱۰ میلادی، ۶۱۵۶۷ نفر بوده‌است.